# Andreas Dittmer
Andreas Dittmer (Neustrelitz, 16 de abril de 1972) é um velocista alemão na modalidade de canoagem.

## Carreira
Foi vencedor da medalha de Ouro em C-2 1000 metros em Atlanta 1996 e Sydney 2000 e C-1 500 metros em Atenas 2004.